# Paul Butcher
Paul Butcher, Jr. (ur. 14 lutego 1994 w Los Angeles, Kalifornia) – amerykański aktor i piosenkarz.
Najbardziej znany z roli Dustina Brooksa, brata Zoey z serialu młodzieżowego Nickelodeon – Zoey 101. Wystąpił także w innych serialach i filmach telewizyjnych jak: Zabójcze umysły, Numer 23 i wielu innych.
W lipcu 2010 roku Butcher wydał swój pierwszy singel zatytułowany "Don't Go".

## Filmografia
- 2009: Zabójcze umysły jako Jeffrey Barton (odcinek Faceless, Nameless)
- 2008: Britney: For the Record jako on sam
- 2007: Rodzinka Robinsonów jako Stanley (głos)
- 2007: Amerykański tata jako Johnny
- 2007: Bez śladu jako Alex Rosen
- 2006: Skok przez płot jako Skeeter
- 2006–2008: Diabli nadali jako Kenny
- 2005: Mój sąsiad Totoro jako Kanta Okagi
- 2005: Misja: Epidemia jako Tim Wayne
- 2005: Kości jako Shawn Cook
- 2005–2008: Zoey 101 jako Dustin Brooks
- 2004: Nowojorscy gliniarze jako Eddie Cown
- 2003: Różowe lata siedemdziesiąte jako mały chłopiec #2 (odcinek Christmas)
- 2002: Sześć stóp pod ziemią jako pięcioletni chłopiec